# Знаменка (Рамешковский район)
Знаменка — деревня в Рамешковском районе Тверской области. Входит в состав сельского поселения Киверичи.

## История
В 1964 г. Указом Президиума ВС РСФСР деревня Жабино переименована в Знаменка.

## Население
| 1859 | 1989 | 2002 | 2008 | 2010 |
| ---- | ---- | ---- | ---- | ---- |
| 136  | ↘21  | ↘20  | ↘10  | ↘6   |